# Ghasel
Das Ghasel oder die Ghasele (auch Gasel, Ghasal, Ghazal; von arabisch غزل, DMG ġazal ‚Gespinst, Liebesworte‘) ist eine lyrische Gedichtform, die bereits in vorislamischer Zeit auf der Arabischen Halbinsel entstanden ist. Die Blüte der Ghaselendichtung wird im persischsprachigen Raum etwa ab dem 13./14. Jahrhundert erreicht (z. B. Rūmī, Ḥāfiẓ) und erstreckt sich unter den Moghulherrschern ab dem 16. Jahrhundert bis über den indischen Subkontinent. Seit dem 19. Jahrhundert und dem damit verbundenen Interesse am Orient wird es auch als Reimschema in der deutschsprachigen Lyrik verwendet.
Ein Ghasel besteht aus einer Folge von jeweils zwei Verszeilen (arabisch بيت, DMG bait), deren zweite Zeile bzw. zweiter Halbvers immer den im ersten Verspaar bzw. Langvers mit Binnenreim angewandten Reim hat:
Reimschema: [aa xa xa xa xa xa]
In der ursprünglichen Form des Ghasel trägt jedes dieser Verspaare eine eigene Bezeichnung und hat eine spezielle, streng festgelegte Form und Funktion.

## Herkunft
Der Begriff lässt sich bis in die klassische arabische Lyrik zurückverfolgen. Im Arabischen bezeichnet ghazal wie auch taghazzul das erotische Sprechen in der Lyrik, die Ansprache des Dichters an die abwesende Geliebte. Als terminus technicus wurde ghazal erst in der persischen Lyrik gebraucht; dort bezeichnet es seit etwa dem 13. Jahrhundert eine Gedichtform mit Paarreim der ersten beiden Halbverse und durchgehendem Reim aller ganzen Verse, so wie dies dann ins Deutsche übernommen wurde. Aus dem Persischen wurde die Gedichtform in den folgenden Jahrhunderten ins Türkische (Osmanisch, Tschaghataiisch), ins Kurdische, Paschtu, Urdu, zahlreiche andere Sprachen Indiens sowie einige weitere Sprachen übernommen.
Unter dem prägenden Einfluss der großen persischen Ghaselendichter Rumi und Saadi im 13. Jahrhundert und Hafis im 14. Jahrhundert entwickelte sich die Poetik des Ghasels zu einem strengen und hochkomplexen System von Form- und Sinnbeziehungen. Der ursprünglich erotische Gehalt der Lyrik wurde von dichtenden Mystikern und mystischen Dichtern mit religiösen Inhalten gefüllt, so dass sich bald nicht mehr klar unterscheiden ließ, was weltliche Erotik und was mystische Gottesliebe zum Ausdruck bringen sollte. Eine Mittlerstellung nimmt hier im 15. Jahrhundert Dschami ein, der neben Ghaseldichter in Personalunion auch Rundumwissenschaftler und Sufi-Ordensführer war. Vom 16. Jahrhundert an wurde die Ghaselendichtung im so genannten „indischen Stil“ zu einem derart komplexen und selbstreflexiven System, dass sie für Ungeübte kaum mehr verständlich war. Hervorragende Vertreter dieses Stils sind Sā'eb (Persisch), Nâ'ilî-i qadîm (Osmanisch) und Ghalib (Urdu).

### Afghanistan, Pakistan, Indien
In Afghanistan, Pakistan und auf dem indischen Subkontinent ist das Ghasel heute eine Gedichtform des Qawwali, einer Musikform, die sich bis ins Mittelalter zurückverfolgen lässt. Als solche ist es nicht nur über die Form, sondern auch über den Inhalt definiert. Der genaue Text wurde oft improvisiert; Themen waren aber ursprünglich stets die Gottes- und die Nächstenliebe. Mit zunehmender Säkularisierung und auch Kommerzialisierung dieser Liedform setzte sich die romantische Liebe eines (dichtenden) Mannes zu einer Frau als einziges Thema des Ghasel durch.
Siehe auch: Kassida.

## Deutscher Sprachraum
In der deutschsprachigen Literatur trat das Ghasel zunächst in Übersetzungen persischer Lyrik auf. Auch Goethe beschäftigte sich während seiner Arbeit am West-Östlichen Divan damit.
Im 19. Jahrhundert waren Ghaselen als Probe dichterischer Kunstfertigkeit (Virtuosität) recht beliebt, etwa bei August von Platen, Theodor Storm, Gottfried Keller, Detlev von Liliencron. Sie übernahmen jedoch nur die Form, nicht die inhaltliche Tradition; Platen etwa benutzte es für lyrische Stimmungsbilder. Denkbar ist auch, dass es wegen seiner „fremden“, exotischen Herkunft eingesetzt wurde (siehe Exotismus).
Der Dichter, Übersetzer und Orientalist Friedrich Rückert benutzte vielfach die Form des Ghasels für seine freien Übertragungen arabischer und persischer Dichtkunst. Beispiel einer Nachdichtung aus den Ghaselen des Schams von Täbris (persisch غزليات شمس تبريزى, DMG Ġazaliyyāt-i Šams-i Tabrīzī) des Mystiker-Dichters Rumi (13. Jahrhundert):
Ich sah empor, und sah in allen Räumen Eines;

Hinab ins Meer, und sah in allen Wellenschäumen Eines.

Ich sah in's Herz, es war ein Meer, ein Raum der Welten,

Voll tausend Träum'; ich sah in allen Träumen Eines.

Du bist das Erste, Letzte, Äußre, Innre, Ganze;

Es strahlt dein Licht in allen Farbensäumen Eines.

Du schaust von Ostens Grenze bis zur Grenz' im Westen,

Dir blüht das Laub an allen grünen Bäumen Eines.

Vier widerspenst'ge Thiere ziehn den Weltenwagen;

Du zügelst sie, sie sind an deinen Zäumen Eines.

Luft, Feuer, Erd' und Wasser sind in Eins geschmolzen

In deiner Furcht, daß dir nicht wagt zu bäumen Eines.

Der Herzen alles Lebens zwischen Erd' und Himmel,

Anbetung dir zu schlagen soll nicht säumen Eines!
Als eigenständige Form findet es sich in seinen Kindertodtenliedern.
Von Gustav Pfizer stammt folgende poet(olog)ische Reflexion über diese Gedichtform:
Das Ghasel
Es wandte meine Kunst sich zum Ghasele,
Damit sie allen Formen sich vermähle.
Ergötzlich ist solch bunte Reimerei,
Ob auch des Lebens markiger Kern ihr fehle;
Die Wandrung selbst bereichert schon den Geist,
Ob er auch nirgends plündre oder stehle.
Hier lernt, wie tönender Musik zulieb
Die Sprache sich in mancher Krümmung quäle
Und, von des Gleichklangs strenger Schrift beherrscht,
Seltsame Bilder halb gezwungen wähle.
Des Künstlers Kunst und Fassung leihet oft
Den Wert dem minder kostbaren Juwele.
Euch fleh ich an, o Richter, richtet mild,
Weil ich ja selbst die Schwächen nicht verhehle,
Und unter dieses bunten Turbans Schmuck
Verkennet nicht die echte Christenseele.
Das Gedicht reflektiert aber auch darüber, welche Funktion und welche Folgen die Übernahme einer Gedichtform aus einer fremden Kultur haben kann. Doch in diesem Gedicht steckt auch ein wenig Angst davor, sich dem Fremden zu sehr auszuliefern, selbst ein Teil davon zu werden; deshalb muss es den Leser in den letzten Versen rückversichern, dass unter dem „bunten Turban“ durchaus noch eine „echte Christenseele“ steckt.
In diesem Zusammenhang lässt sich auch der Streit von Heinrich Heine und Karl Immermann mit August von Platen verstehen. Immermann verfasste einige Xenien, die Heine dem zweiten Teil seiner Reisebilder (Die Nordsee, 1826) anfügte. Von manchen distanzierte er sich durch eine Kennzeichnung, nicht jedoch von der folgenden:
Von den Früchten, die sie aus dem Gartenhain von Schiras stehlen,
Essen sie zuviel, die Armen, und vomieren dann Gaselen.
Der offenkundige Vorwurf, Platen stehle aus fremden Gärten und produziere dann auch noch schlechte Dichtung, eröffnete den Dichterstreit.

### Fin de siècle
Gerade weil es im Deutschen sehr manieriert wirkte, entdeckten es auch manche Dichter des literarischen Fin de siècle für sich, etwa Hugo von Hofmannsthal. Als besonders strenge Form genügte das Ghasel der Forderung der l’art pour l’art, dass die Poesie eine eigene Welt mit eigenen inneren Gesetzen bilden müsse.
Beispiel (Hugo von Hofmannsthal, 1891):
| In der ärmsten kleinen Geige liegt die Harmonie des Alls verborgen, Liegt ekstatisch tiefstes Stöhnen, Jauchzen süßen Schalls verborgen; In dem Stein am Wege liegt der Funke, der die Welt entzündet, Liegt die Wucht des fürchterlichen, blitzesgleichen Pralls verborgen. In dem Wort, dem abgegriffnen, liegt was mancher sinnend suchet: Eine Wahrheit, mit der Klarheit leuchtenden Kristalls verborgen … Lockt die Töne, sticht die Wahrheit, werft den Stein mit Riesenkräften! Unsern Blicken ist Vollkommnes seit dem Tag des Sündenfalls verborgen. | a a x a x a x a |

Hofmannsthal nutzte hier die Form des Ghasel, um immer wieder zu einem bestimmten „Mittelpunkt“ zurückzukehren und damit ein Element des Gedichts besonders zu betonen (hier „verborgen“). So kann die kreisende Bewegung des Reimes einen beschwörenden Tonfall erzeugen.

### Musik
Rückerts Kindertodtenlieder wurden u. a. von Gustav Mahler vertont (1901 und 1904), Kellers Gaselen von Othmar Schoeck (op. 38).
Musikalische Ghaselen komponierten Franz Schubert, Ferdinand Hiller (Trois Ghasèles op. 54; Op. 130 Nr. 6), Felix Draeseke, Johannes Brahms (Op. 32 Nr. 9) und Arnold Schönberg (Op. 6 Nr. 5).

## Gedicht
Gedicht von Josef Weinheber: „Ghasel“ in: Kammermusik, Gedichtband
Ich kehre wieder heim. Ich bin zu Rand

mit meiner Kraft – ich bin nicht abgesandt.

Viel Böses hab ich in der Welt getan,

das Gute fass´ich in der hohlen Hand.

Doch bleibt mir als dem Menschen, der ich bin,

ein Trost, ein gut- und wahrer, zugewandt:

In jeder Welt aus Schein und Gram und Zahl

hab ich mich immer zu mir selbst bekannt.

Wer kann denn mehr: Die Räusche sind für sich,

die Taten sind dem breitern Volk bekannt,

die Sünden sind in Nächten, schlaflos lang,

in Schwäche, schuldlose, hinabgebrannt.

Ich habe nichts zu beichten, zu bereun:

Ich steh am Ursprung, wo ich immer stand.

Mein Stolz ist nicht von dieser Welt – und wenn

ich auch an dieser bin verwelkt, verbrannt:

Ich habe meine Kunst. Ich bin so klein,

ich bin so groß: Und Gott versteht den Brand.

## Übersetzungen und Originaldichtungen

### Übersetzungen ins Deutsche (Auswahl)
- Rumi: Ghaselen. Übersetzung von Friedrich Rückert, 1819. Abgedruckt in: Friedrich Rückerts Werke in sechs Bänden. Hrsg. von Conrad Beyer. Max Hesse’s Verlag, Leipzig 1900, Band 4 (Volltext auf deutsche-liebeslyrik.de)
- Saadi: Aus dem Rosengarten. Übertragen von Friedrich Rückert (Volltext auf deutsche-liebeslyrik.de)
- Hafis: Der Diwan. Aus dem Persischen zum erstenmal ganz übersetzt von Joseph von Hammer. 2 Bände. J. G. Cotta’sche Buchhandlung, Stuttgart und Tübingen 1812/13 (Digitalisat von Band 1 und Band 2 bei Google Books; Volltext auf deutsche-liebeslyrik.de)
  - Ghaselen des Hafis. Übertragen von Friedrich Rückert. Gesammelt und herausgegeben von Herman Kreyenborg. Hyperion Verlag, Leipzig 1926 (Volltext auf deutsche-liebeslyrik.de)
  - Die Ghaselen des Hafiz. Übersetzt und eingeleitet von Joachim Wohlleben. Königshausen und Neumann, Würzburg 2004, ISBN 3-8260-2688-8
- Dschami: Aus dem Diwan. Übersetzt von Friedrich Rückert, 1845 (Volltext auf deutsche-liebeslyrik.de)

### Deutschsprachige Originaldichtungen
- Friedrich Rückert: Oestliche Rosen. Leipzig 1822
- August von Platen: Ghaselen. Heyder, Erlangen 1821
- August von Platen: Neue Ghaselen. Heyder, Erlangen 1836
- Johann Traugott Löschke: Geistlicher Divan. 142 Ghaselen zum Preise des Herrn. München 1847
- Gottfried Keller: Gaselen. In: Neuere Gedichte, 1851[6]
- Max Bruns: Garten der Ghaselen. Bruns, Minden 1925
- Josef Weinheber: Ghasel (Gedicht). In: Kammermusik. Langen-Müller, München 1939